# Eurocreme
Eurocreme ist ein britisches Erotik- und Pornofilmunternehmen in London. Es ist spezialisiert auf schwule Pornografie, insbesondere auf solche, in denen sogenannte Twinks im Mittelpunkt stehen.

## Geschichte
Eurocreme wurde von Max Lincoln gegründet. Der erste Film Dreamboy wurde 2002 veröffentlicht. 2004 ging Eurocreme ein Joint Venture mit der niederländischen Firma Homoactive ein, infolgedessen, erweiterte sich die Anzahl der Marken deutlich. Teilbereiche des Unternehmens mit einigen Marken wurden 2008 abgespalten. Hieraus entstand die Pornofilmgesellschaft Raw Films mit Sitz in Amsterdam, für die unter anderem der tschechische Filmregisseur Vlado Iresch tätig.
Mittlerweile wurden über 80 Filme als Eigenproduktionen hergestellt und über 90 Filme weltweit unter einem der verschiedenen Zweitlabels von Eurocreme vertrieben.

## Marken
- Bulldog Red
- Bulldog XXX
- Butt Sluts
- DirtyLadz
- DreamBoy
- Eurocremies
- First Crush
- Garcons XXX
- Hung Ladz
- Indie Boyz
- Porn Academy
- Rudeboiz
- Str8Boiz
- Troy XXX

## Auszeichnungen
Bei den Gay Movie Awards 2007 in Amsterdam gewann Eurocreme neun der 20 vergebenen Preise.